# Premierzy Tuvalu
Premier Tuvalu – szef rządu Tuvalu, zwyczajowo urząd ten łączy się ze stanowiskiem ministra spraw zagranicznych. Zgodnie z konstytucją, premier, będący członkiem 15-osobowego parlamentu, wybierany jest w tajnym głosowaniu, którego wyniki zatwierdza generalny gubernator – reprezentant brytyjskiej król Karol III.
Premier może zrezygnować ze swojej funkcji, może również ją utracić, otrzymując wotum nieufności lub tracąc miejsce w parlamencie w wyniku przegranych wyborów. W wypadku śmierci urzędującego premiera jego obowiązki tymczasowo przejmuje dotychczasowy wicepremier.

## Premierzy Tuvalu
| Osoba | Osoba                         | Kadencja             | Kadencja             | Partia polityczna |
| #     | Imię i Nazwisko               | Od                   | Do                   | Partia polityczna |
| ----- | ----------------------------- | -------------------- | -------------------- | ----------------- |
| 1     | Toaripi Lauti (1928–2014)     | 1 października 1978  | 8 września 1981      | bezpartyjny       |
| 2     | Tomasi Puapua (1938–)         | 8 września 1981      | 16 października 1989 | bezpartyjny       |
| 3     | Bikenibeu Paeniu (1956–)      | 16 października 1989 | 10 grudnia 1993      | bezpartyjny       |
| 4     | Kamuta Latasi (1936–)         | 10 grudnia 1993      | 24 grudnia 1996      | bezpartyjny       |
| (3)   | Bikenibeu Paeniu (1956–)      | 24 grudnia 1996      | 27 kwietnia 1999     | bezpartyjny       |
| 5     | Ionatana Ionatana (1938–2000) | 27 kwietnia 1999     | 8 grudnia 2000       | bezpartyjny       |
| -     | Lagitupu Tuilimu (tymczasowo) | 8 grudnia 2000       | 24 lutego 2001       | bezpartyjny       |
| 6     | Faimalaga Luka (1940–2005)    | 24 lutego 2001       | 14 grudnia 2001      | bezpartyjny       |
| 7     | Koloa Talake (1934–)          | 14 grudnia 2001      | 24 sierpnia 2002     | bezpartyjny       |
| 8     | Saufatu Sopoanga (1952–2020)  | 24 sierpnia 2002     | 27 sierpnia 2004     | bezpartyjny       |
| 9     | Maatia Toafa (1954–)          | 27 sierpnia 2004     | 14 sierpnia 2006     | bezpartyjny       |
| 10    | Apisai Ielemia (1955–2018)    | 14 sierpnia 2006     | 29 września 2010     | bezpartyjny       |
| (9)   | Maatia Toafa (1954–)          | 29 września 2010     | 24 grudnia 2010      | bezpartyjny       |
| 11    | Willy Telavi (1954–)          | 24 grudnia 2010      | 1 sierpnia 2013      | bezpartyjny       |
| 12    | Enele Sopoaga (1956–)         | 1 sierpnia 2013      | 19 września 2019     | bezpartyjny       |
| 12    | Kausea Natano (1957–)         | 19 września 2019     | 26 lutego 2024       | bezpartyjny       |
| 13    | Feleti Teo (1962–)            | 26 lutego 2024       | nadal                | bezpartyjny       |